# Безопасные и качественные дороги
Проект «Безопасные и качественные дороги» — долгосрочный федеральный приоритетный проект по реализации программ приведения в нормативное транспортно-эксплуатационное состояние автомобильных дорог и развития дорожной сети крупнейших городских агломераций. Контроль реализации проекта осуществляют Министерство транспорта Российской Федерации и Федеральное дорожное агентство (Росавтодор). Планируемые сроки реализации — 2017—2025 годы. В 2021 году национальный проект переименован в «Безопасные качественные дороги» и продлен до 2030 года.
В 2017 году участниками программы стали 38 городских агломераций с населением более 500 тыс. человек в каждой: это агломерации Астраханская, Барнаульская, Владивостокская, Волгоградская, Воронежская, Екатеринбургская, Ижевская, Иркутская, Казанская, Калининградская, Кемеровская, Кировская, Краснодарская, Красноярская, Липецкая, Махачкалинская, Набережночелнинская, Нижегородская, Новокузнецкая, Новосибирская, Омская, Оренбургская, Пензенская, Пермская, Ростовская, Рязанская, Самарско-Тольяттинская, Саратовская, Томская, Тульская, Тюменская, Улан-Удэнская, Ульяновская, Уфимская, Хабаровская, Чебоксарская, Челябинская и Ярославская. Объём финансирования в 2017 году — 64,87 млрд рублей, в том числе 31 млрд рублей средств федерального бюджета и 33,87 млрд рублей средств бюджетов субъектов России. В 2018 году выделено 65,45 млрд рублей:  31,25 млрд рублей – средства федерального бюджета, 34,2 млрд рублей – регионального и местного бюджетов. В реализации проекта принимают участие более 1 тысячи человек в составе проектного офиса, 450 подрядных организаций и представители общественности.

## История
21 сентября 2016 года на заседании Совета при Президенте Российской Федерации по стратегическому развитию и приоритетным проектам Владимир Путин поставил задачу к 2018 году привести в нормативное состояние не менее половины дорожной сети крупных агломераций, а к 2025 году повысить этот показатель до 85%. 5 декабря Правительством был утверждён паспорт приоритетного проекта по основному направлению стратегического развития Российской Федерации «Безопасные и качественные дороги». Куратором проекта назначен заместитель председателя Правительства Аркадий Дворкович, руководит проектом первый заместитель Министра транспорта Российской Федерации Евгений Дитрих.
21 января 2017 года Председатель Правительства РФ Дмитрий Медведев подписал постановление Правительства Российской Федерации № 47 «Об иных межбюджетных трансфертах, предоставляемых бюджетам субъектов Российской Федерации на финансовое обеспечение дорожной деятельности в рамках основного мероприятия "Приоритетный проект "Безопасные и качественные дороги" государственной программы Российской Федерации "Развитие транспортной системы"», что положило начало реализации проекта во всех 38 крупнейших агломерациях.
В 2021 году проект был обновлен в соответствии с Указом Президента России от 21.07.2020 № 474 «О национальных целях развития Российской Федерации на период до 2030 года». Цель проекта — обеспечение доли дорожной сети в крупнейших городских агломерациях, соответствующей нормативным требованиям, на уровне не менее 85 % к 2024 году. Структура проекта расширена с 4 до 6 федеральных проектов. В новом правительстве Мишустина куратором проекта стал Марат Хуснуллин.

## Этапы реализации проекта
Первый этап проекта (2017 – 2018 годы включительно) предполагает ремонт аварийно-опасных участков дорог, оборудование участков дорожной сети тросовым и барьерным ограждениями, средствами освещения, искусственными неровностями для ограничения скоростного режима, нанесение разметки, установку дорожных знаков повышенной видимости, новых светофоров и систем видеонаблюдения, защитного оборудования на наземных пешеходных переходах и остановках, а также внедрение информационных ресурсов, обеспечивающих контроль за эффективностью использования средств дорожных фондов, общественного мониторинга качества и уровня аварийности дорог.
Второй этап проекта (2019 – 2021 года) включает строительство и реконструкцию дорог, внедрение интеллектуальных систем управления дорожным движением и объектами транспортной инфраструктуры, работу по синхронизации развития транспортной инфраструктуры, всех видов транспорта с планами развития территорий, градостроительной политикой.
На третьем этапе проекта (2022–2025 гг.) будут завершены работы по программе комплексного развития транспортной инфраструктуры городских агломераций.

## Цели и задачи
- Обеспечение необходимого уровня безопасности дорожного движения в агломерациях, участвующих в проекте, сокращение мест концентрации дорожно-транспортных происшествий;
- Приведение дорожной сети агломераций в нормативное состояние[36];
- Устранение перегрузки дорожной сети городских агломераций;
- Повышение уровня удовлетворенности граждан дорожной ситуацией в своем регионе.

## Целевые показатели
Первоначальные целевые показатели в паспорте приоритетного проекта включали увеличение доли дорог агломераций, соответствующих нормативным требованиям:
- в 2017 году – до 44%[37],
- в 2018 году – до 50%[37][38][39],
- в 2025 году – до 85%[28][37].

Также ожидалось сокращение мест концентрации ДТП от уровня 2016 года:
- в 2017 году – на 27%,
- в 2018 году – на 50%,
- в 2025 году – на 85%[28][40].

## Особенности управления
В основе «Безопасных и качественных дорог» лежит система проектного управления, которая включает ведомственный проектный офис при Министерстве транспорта РФ и региональные проектные группы, сотрудники которых полностью заняты проектом «Безопасные и качественные дороги», работая в онлайн-режиме. Управление проектом и контроль по выполнению каждой задачи осуществляется через электронную систему «Эталон».

## Общественный контроль

### Официальный сайт
В число ключевых принципов проекта «Безопасные и качественные дороги» входит информационная открытость и общественный контроль с использованием современных средств коммуникации. В частности, на официальном сайте проекта «Безопасные и качественные дороги» пользователь может оставить обращение, которое загружается в систему оперативного управления «Эталон» и быстро обрабатывается специалистами проектного офиса. Ответ приходит пользователю на электронную почту не позже 48 часов».

### Вконтакте
В социальной сети «ВКонтакте» действуют подтверждённые одно федеральное и 38 региональных сообществ, где любой может задать вопросы, связанные с реализацией проекта. Данные интернет-площадки стали официальной электронной приемной обращений граждан, причём «ВКонтакте» впервые используется де-факто в данном качестве.
К концу 2017 года сообщества насчитывали более 8 тыс. подписчиков, всего поступило свыше 3 тыс. отзывов и было задано более 2100 вопросов . В том же году среди пользователей проведено 7 голосований, в которых приняли участие свыше 68 тысяч уникальных пользователей: опросы касались качества проводимых ремонтных работ, выявляли уровень удовлетворенности пользователей реализацией проекта и позволяли жителям участвовать в выборе объектов ремонта 2018 года.
В дальнейшем планируется развитие сотрудничества с популярными автосообществами.

### Другие информационные ресурсы
Во многих муниципалитетах работают информационные сервисы, где представлены интерактивные карты городов. Жители имеют возможность на сервисах указать проблемные участки дорог. Все ресурсы помогают выявить недоработки во взаимодействии дорожных и коммунальных служб и некачественное исполнение контрактов подрядчиками.

## Результаты проекта
В результате проведенных в 2017 году ремонтных работ в рамках проекта удалось не только достичь плановых показателей, но и превысить их:
- Протяженность дорог, соответствующих нормативным требованиям, достигла 52,5% от общей протяжённости дорожной сети агломераций[28][43].
- Отремонтировано 3797 объектов, в том числе 5,1 тыс. км дорог[8][28][44].
- Ликвидировано 1 465 мест концентрации ДТП[41][45].
- Установлено свыше 2 131 светофоров, 35 135 дорожных знаков[28].

## Перечень агломераций-участников проекта
| №  | Агломерация            | Городские центры, муниципальные образования | Общая протяженность дорог, 2017 г. | Протяженность дорог, отвечающих нормативному состоянию | Протяженность дорог, отвечающих нормативному состоянию | Протяженность дорог, отвечающих нормативному состоянию | Протяженность дорог, отвечающих нормативному состоянию |
| №  | Агломерация            | Городские центры, муниципальные образования | Общая протяженность дорог, 2017 г. | К 2018 году (факт)                                     | К 2018 году (факт)                                     | В 2025 году (план)                                     | В 2025 году (план)                                     |
| №  | Агломерация            | Городские центры, муниципальные образования | Общая протяженность дорог, 2017 г. | км                                                     | %                                                      | км                                                     | %                                                      |
| -- | ---------------------- | ------------------------------------------- | ---------------------------------- | ------------------------------------------------------ | ------------------------------------------------------ | ------------------------------------------------------ | ------------------------------------------------------ |
| 1  | Астраханская           | Астрахань                                   | 810,19 км                          | 368,19 км                                              | 45,44%                                                 | 688,66 км                                              | 85%                                                    |
| 2  | Барнаульская           | Барнаул                                     | 1217,79 км                         | 657,37 км                                              | 54%                                                    | 1059,48 км                                             | 87%                                                    |
| 3  | Благовещенская         | Благовещенск                                |                                    |                                                        |                                                        |                                                        |                                                        |
| 4  | Владивостокская        | Владивосток                                 | 2175,84 км                         | 920,82 км                                              | 42,32%                                                 | 1849,46 км                                             | 85%                                                    |
| 5  | Волгоградская          | Волгоград                                   | 1609,5 км                          | 851,85                                                 | 52,93%                                                 | 1368,09 км                                             | 85%                                                    |
| 6  | Воронежская            | Воронеж                                     | 1786,52 км                         | 865,95 км                                              | 48,5%                                                  | 1525,69 км                                             | 85,4%                                                  |
| 7  | Екатеринбургская       | Екатеринбург                                | 1321,6 км                          | 698,49 км                                              | 52,85%                                                 | 1149,41 км                                             | 86,97%                                                 |
| 8  | Ижевская               | Ижевск                                      | 1533,8 км                          | 708,02 км                                              | 46%                                                    | 1303,69 км                                             | 85%                                                    |
| 9  | Иркутская              | Иркутск                                     | 786 км                             | 412,5 км                                               | 52,48%                                                 | 668,64 км                                              | 85,07%                                                 |
| 10 | Казанская              | Казань                                      | 1674,8 км                          | 1251,6 км                                              | 74,7%                                                  | 1423,58 км                                             | 85%                                                    |
| 11 | Калининградская        | Калининград                                 | 1033,81 км                         | 477,13 км                                              | 46%                                                    | 889,07 км                                              | 86%                                                    |
| 12 | Кемеровская            | Кемерово                                    | 481,7 км                           | 209,4 км                                               | 43%                                                    | 409,44 км                                              | 85%                                                    |
| 13 | Кировская              | Киров                                       | 805,9 км                           | 326,01 км                                              | 40,5%                                                  | 697,06 км                                              | 86,5%                                                  |
| 14 | Краснодарская          | Краснодар                                   | 1378,4 км                          | 652,77 км                                              | 47,36%                                                 | 1171,61 км                                             | 85%                                                    |
| 15 | Красноярская           | Красноярск                                  | 1071,79 км                         | 525,05 км                                              | 49%                                                    | 911,02 км                                              | 85%                                                    |
| 16 | Липецкая               | Липецк                                      | 773,2 км                           | 439,75 км                                              | 56,9%                                                  | 658,87 км                                              | 85,2%                                                  |
| 17 | Махачкалинская         | Махачкала                                   | 918,6 км                           | 421,4 км                                               | 45,87%                                                 | 780,81 км                                              | 85%                                                    |
| 18 | Набережночелнинская    | Набережные Челны                            | 697,9 км                           | 493,5 км                                               | 70,7%                                                  | 593,24 км                                              | 85%                                                    |
| 19 | Нижегородская          | Нижний Новгород                             | 1161,83 км                         | 687,05 км                                              | 59,1%                                                  | 1042,17 км                                             | 89,7%                                                  |
| 20 | Новокузнецкая          | Новокузнецк                                 | 575 км                             | 272 км                                                 | 47,3%                                                  | 500,25 км                                              | 87%                                                    |
| 21 | Новосибирская          | Новосибирск                                 | 1058,78 км                         | 450,58 км                                              | 42,56%                                                 | 905,89 км                                              | 85,56%                                                 |
| 22 | Омская                 | Омск                                        | 1282,4 км                          | 607,4 км                                               | 47,4%                                                  | 1090,04 км                                             | 85%                                                    |
| 23 | Оренбургская           | Оренбург                                    | 1510,85 км                         | 771,2 км                                               | 51%                                                    | 1305,37 км                                             | 86,4%                                                  |
| 24 | Пензенская             | Пенза                                       | 873,19 км                          | 452,26 км                                              | 51,8%                                                  | 742,21 км                                              | 85%                                                    |
| 25 | Пермская               | Пермь                                       | 1621,11 км                         | 913,45 км                                              | 56,35%                                                 | 1377,94 км                                             | 85%                                                    |
| 26 | Ростовская             | Ростов-на-Дону                              | 2272,5 км                          | 1264,3 км                                              | 56%                                                    | 1931,63 км                                             | 85%                                                    |
| 27 | Рязанская              | Рязань                                      | 899,28 км                          | 465,7 км                                               | 51,8%                                                  | 781,47 км                                              | 86,9%                                                  |
| 28 | Самарско-Тольяттинская | Самара, Тольятти                            | 2542,81 км                         | 1236,08 км                                             | 48,6%                                                  | 2186,82 км                                             | 86%                                                    |
| 29 | Саратовская            | Саратов                                     | 963,7 км                           | 413,3 км                                               | 42,9%                                                  | 828,52 км                                              | 86%                                                    |
| 30 | Севастопольская        | Севастополь                                 |                                    |                                                        |                                                        |                                                        |                                                        |
| 31 | Симферопольская        | Симферополь                                 |                                    |                                                        |                                                        |                                                        |                                                        |
| 32 | Томская                | Томск                                       | 1053,1 км                          | 495,57 км                                              | 47,1%                                                  | 895,1 км                                               | 85%                                                    |
| 33 | Тульская               | Тула                                        | 1527,59 км                         | 819,43 км                                              | 51,15%                                                 | 1361,75 км                                             | 85%                                                    |
| 34 | Тюменская              | Тюмень                                      | 3140,01 км                         | 2415 км                                                | 76,9%                                                  | 2700,41 км                                             | 86%                                                    |
| 35 | Улан-Удэнская          | Улан-Удэ                                    | 864,2 км                           | 373,8 км                                               | 43,3%                                                  | 830,47 км                                              | 96,1%                                                  |
| 36 | Ульяновская            | Ульяновск                                   | 1564,96 км                         | 892,74 км                                              | 57%                                                    | 1408,46 км                                             | 90%                                                    |
| 37 | Уфимская               | Уфа                                         | 1317,59 км                         | 624,63 км                                              | 47%                                                    | 1119,95 км                                             | 85%                                                    |
| 38 | Хабаровская            | Хабаровск                                   | 1243,5 км                          | 547,51 км                                              | 44,03%                                                 | 1058,22 км                                             | 85,1%                                                  |
| 39 | Чебоксарская           | Чебоксары                                   | 920,2 км                           | 420,5 км                                               | 45,7%                                                  | 782,18 км                                              | 85%                                                    |
| 40 | Челябинская            | Челябинск                                   | 2310,6 км                          | 1213,79 км                                             | 52,5%                                                  | 1964,01 км                                             | 85%                                                    |
| 41 | Ярославская            | Ярославль                                   | 1055,71 км                         | 549,39 км                                              | 52,04%                                                 | 897,35 км                                              | 85%                                                    |

## Итоги реализации проекта в разрезе агломераций за 2017 год

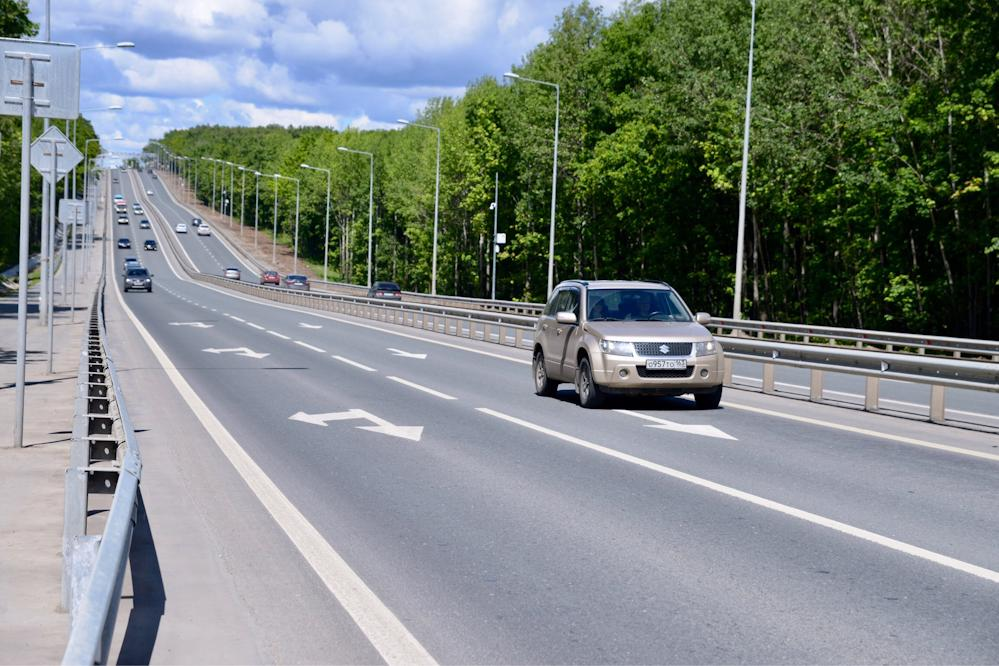
Волжское шоссе, Самара

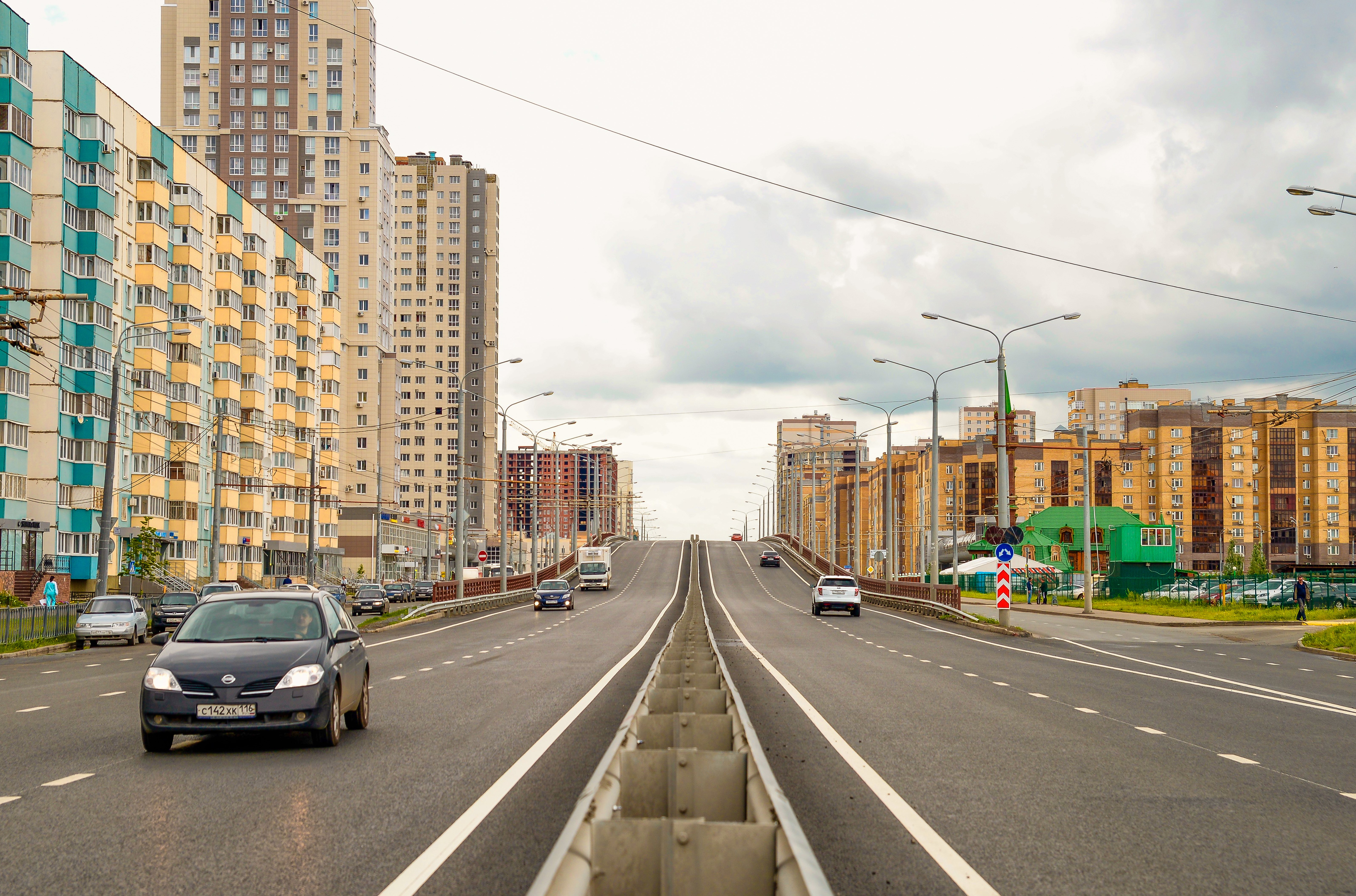
улица Чистопольская, Казань

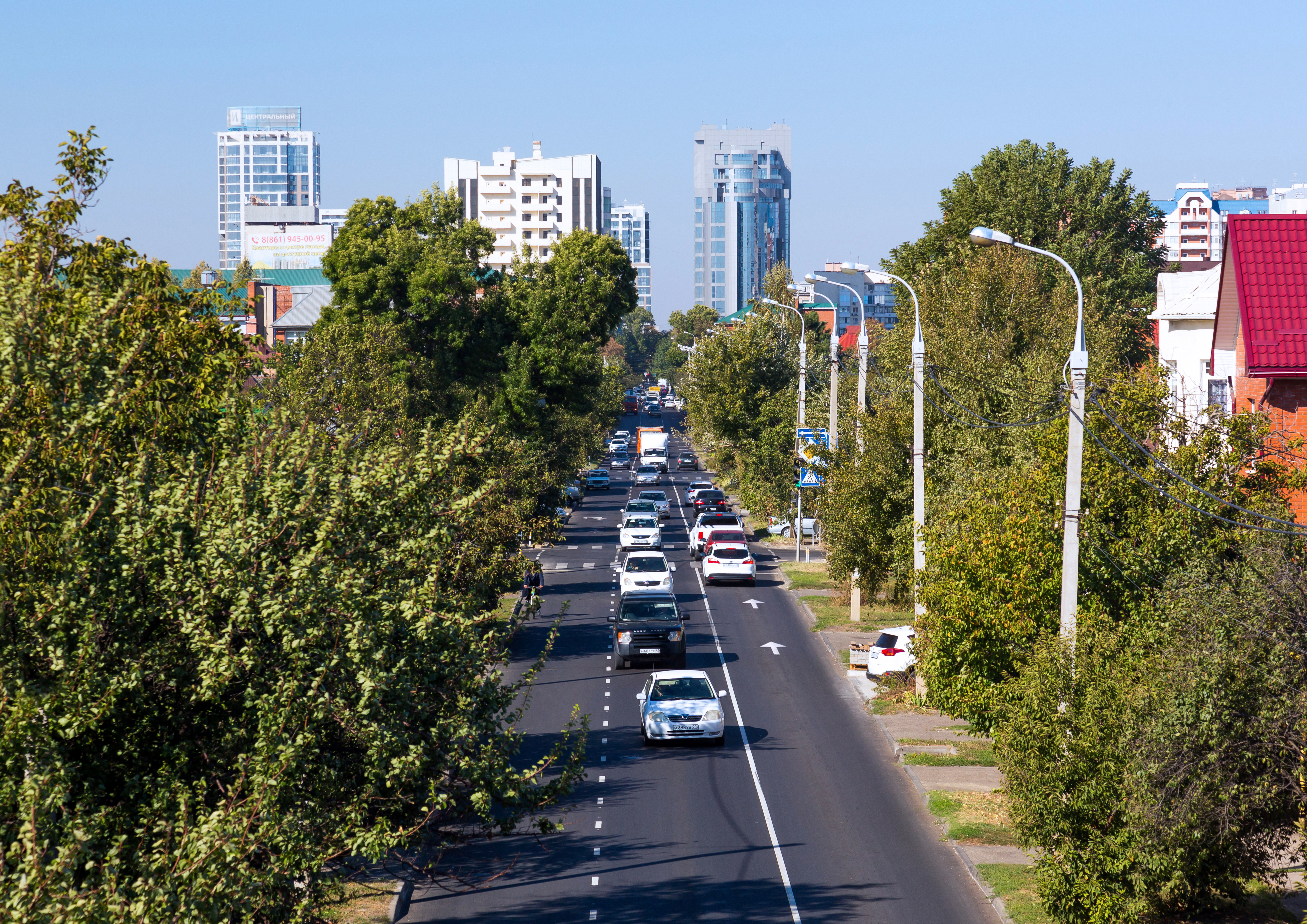
улица Кузнечная, Краснодар

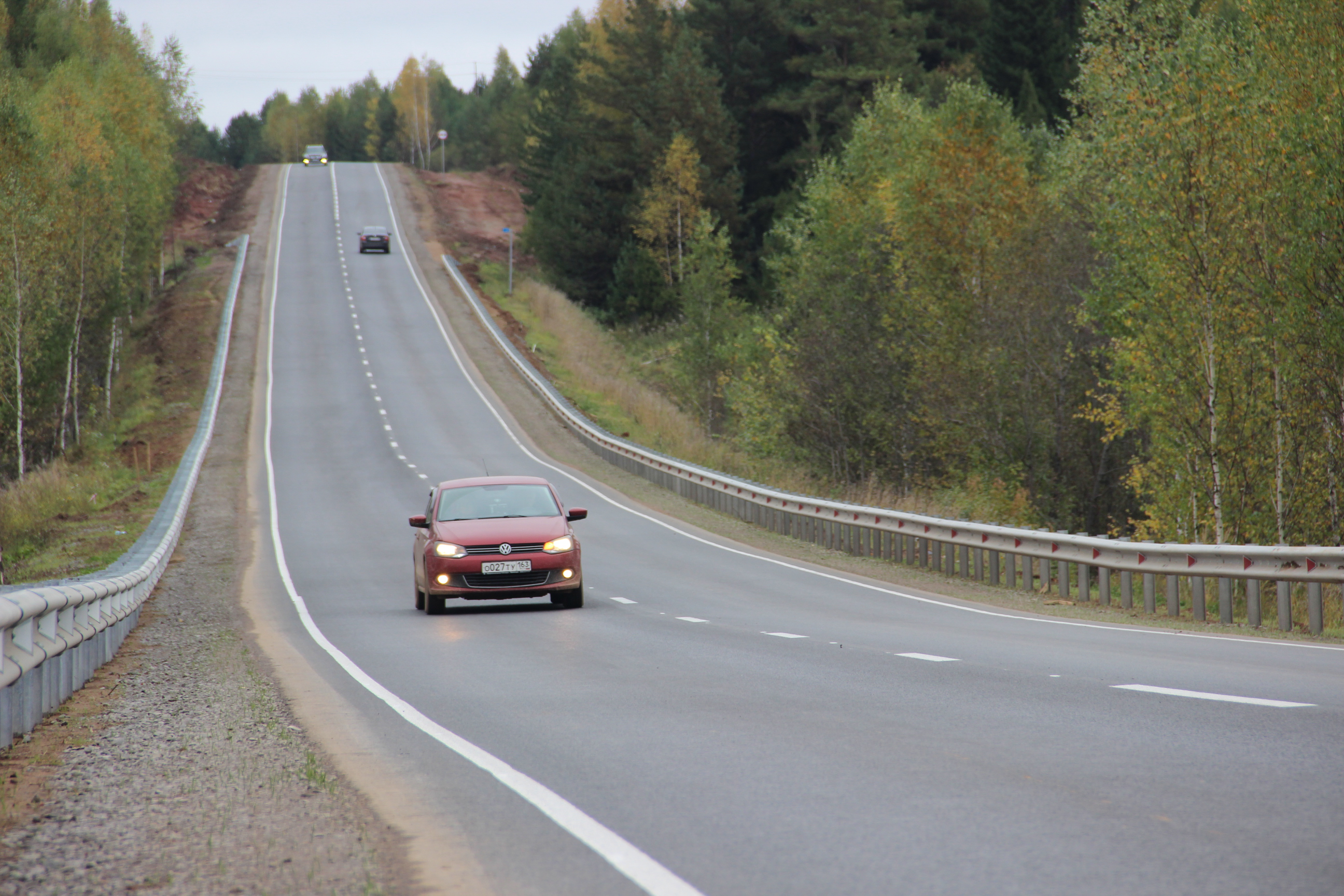
автодорога Ижевск - Воткинск - граница с Пермским краем

| Агломерация            | Протяжённость отремонтированных дорог | Количество установленных | Количество установленных |
| Агломерация            | Протяжённость отремонтированных дорог | Светофоров               | Дорожных знаков          |
| ---------------------- | ------------------------------------- | ------------------------ | ------------------------ |
| Астраханская           | 78,646 км                             | 131                      | 469                      |
| Барнаульская           | 136,672 км                            | 7                        | 82                       |
| Владивостокская        | 102,46 км                             | 4                        | 1415                     |
| Волгоградская          | 173,819 км                            | 910                      | 4139                     |
| Воронежская            | 156,755 км                            | 1                        | 121                      |
| Екатеринбургская       | 125,416 км                            | 34                       | 1                        |
| Ижевская               | 145,9 км                              | 1                        |                          |
| Иркутская              | 103,97 км                             | 123                      | 614                      |
| Казанская              | 128 км                                | 43                       | 244                      |
| Калининградская        | 146,77 км                             | 21                       | 26                       |
| Кемеровская            | 70,28 км                              | 7                        | 1571                     |
| Кировская              | 125,861 км                            | 3                        | 26                       |
| Краснодарская          | 76,662 км                             |                          | 145                      |
| Красноярская           | 148,373 км                            | 21                       | 450                      |
| Липецкая               | 113,95 км                             | 67                       | 2313                     |
| Махачкалинская         | 77,5 км                               | 36                       | 276                      |
| Набережночелнинская    | 54,8 км                               | 10                       | 946                      |
| Нижегородская          | 219,455 км                            |                          | 185                      |
| Новокузнецкая          | 91,083 км                             | 4                        |                          |
| Новосибирская          | 124,01 км                             | 59                       | 4105                     |
| Омская                 | 312,55 км                             | 30                       | 70                       |
| Оренбургская           | 152,559 км                            | 153                      | 168                      |
| Пензенская             | 94,84 км                              | 85                       | 4847                     |
| Пермская               | 103,97 км                             | 3                        | 93                       |
| Ростовская             | 245,722 км                            | 3                        |                          |
| Рязанская              | 177,954 км                            | 13                       | 1582                     |
| Самарско-Тольяттинская | 163,04 км                             | 15                       | 3906                     |
| Саратовская            | 222,07 км                             | 27                       |                          |
| Томская                | 96,41 км                              | 3                        | 93                       |
| Тульская               | 210 км                                | 42                       | 4                        |
| Тюменская              | 242,318 км                            |                          | 12                       |
| Улан-Удэнская          | 56,3 км                               | 49                       | 914                      |
| Ульяновская            | 123,073 км                            | 5                        | 1128                     |
| Уфимская               | 87,78 км                              | 32                       | 345                      |
| Хабаровская            | 57,07 км                              | 28                       | 504                      |
| Чебоксарская           | 94,948 км                             |                          | 62                       |
| Челябинская            | 186,95 км                             | 138                      | 3348                     |
| Ярославская            | 75,919 км                             | 23                       | 931                      |

## Объекты, отремонтированные в рамках реализации проекта "Безопасные и качественные дороги" в 2017 году
| - улица Вишневского, Казань - улица Красных партизан, Краснодар - автодорога Ижевск – Воткинск – граница Пермского края - улица Героев Сибиряков, Воронеж |

### Правительственные учреждения
- Официальный сайт Министерства транспорта Российской Федерации.
- Официальный сайт Федерального дорожного агентства (CC BY-SA 4.0).

### Официальные аккаунты в соцсетях
- Страница «Безопасные и качественные дороги» в социальной сети «ВКонтакте»
- «Безопасные и качественные дороги» на сайте Instagram